# Emily DiDonato
Pour les articles homonymes, voir DiDonato.
Emily DiDonato, née le 24 février 1991 à Goshen (New York), est un mannequin américain.

## Biographie
Emily DiDonato, qui a des origines italiennes et irlandaises, est élevée à Goshen dans le Comté d'Orange.
Elle signe avec l'agence de mannequins Request Model Management en 2008, grâce à ses amis qui l'ont encouragée à se lancer dans le mannequinat. Elle a alors 17 ans. Un an plus tard, quand elle obtient son diplôme de fin d'études et que sa carrière prend de l'ampleur, elle déménage à New York .

## Carrière
En 2009, au début de sa carrière, Maybelline la choisit pour devenir son égérie, et Emily DiDonato pose pour des publicités Guess by Marciano, Victoria's Secret et Ralph Lauren Rugby. Elle apparaît dans un éditorial du Vanity Fair italien et défile pour Rag & Bone (en) et Givenchy.
En 2010, elle prête son image à Calvin Klein, Nicole Farhi (en), Eres et Ralph Lauren Jeans. 
Elle devient également le visage du parfum Acqua di Gioia de Giorgio Armani.
On la retrouve dans les pages des magazines Numéro Tokyo, Numéro France, Elle, Harper's Bazaar UK, Flair, Revue des Modes, Vogue China, Marie Claire Espagne, deux fois dans Love Magazine, et pas moins de cinq fois dans le Numéro américain. Kenneth Willardt (en) la photographie pour le calendrier Maybelline New York. Elle défile pour Louis Vuitton, Loewe et Giles.
En 2011, Emily représente les jeans Replay, défile pour Chanel et pose pour les magazines Industrie et Dazed & Confused.
En 2012, ses publicités incluent Trussardi (it), Gap, Longchamp, True Religion (en), OVS, Replay, Missoni pour Lindex (en) et Lucky Brand Jeans (en). 
Elle est photographiée pour Vogue Mexico, Helmet Magazine, Allure et Rika Magazine.
En 2013, elle pose dans des publicités pour Elie Tahari (en), Just Cavalli, Aldo, Miu Miu avec Adriana Lima, le chausseur Brian Atwood, Lindex (en) et Juicy Couture. De nombreux magazines la choisissent pour figurer dans leurs éditoriaux tels que Harper's Bazaar (deux fois), Grey Magazine (deux fois), Double Magazine, Vogue Paris (trois fois),,, Vogue España (deux fois), Jalouse, Details Magazine, Interview Germany, The Last Magazine et Vogue Italia. 
Elle pose aussi pour le célèbre Sports Illustrated Swimsuit Issue. Cette année-là, elle est la 26e mannequin la mieux payée au monde.

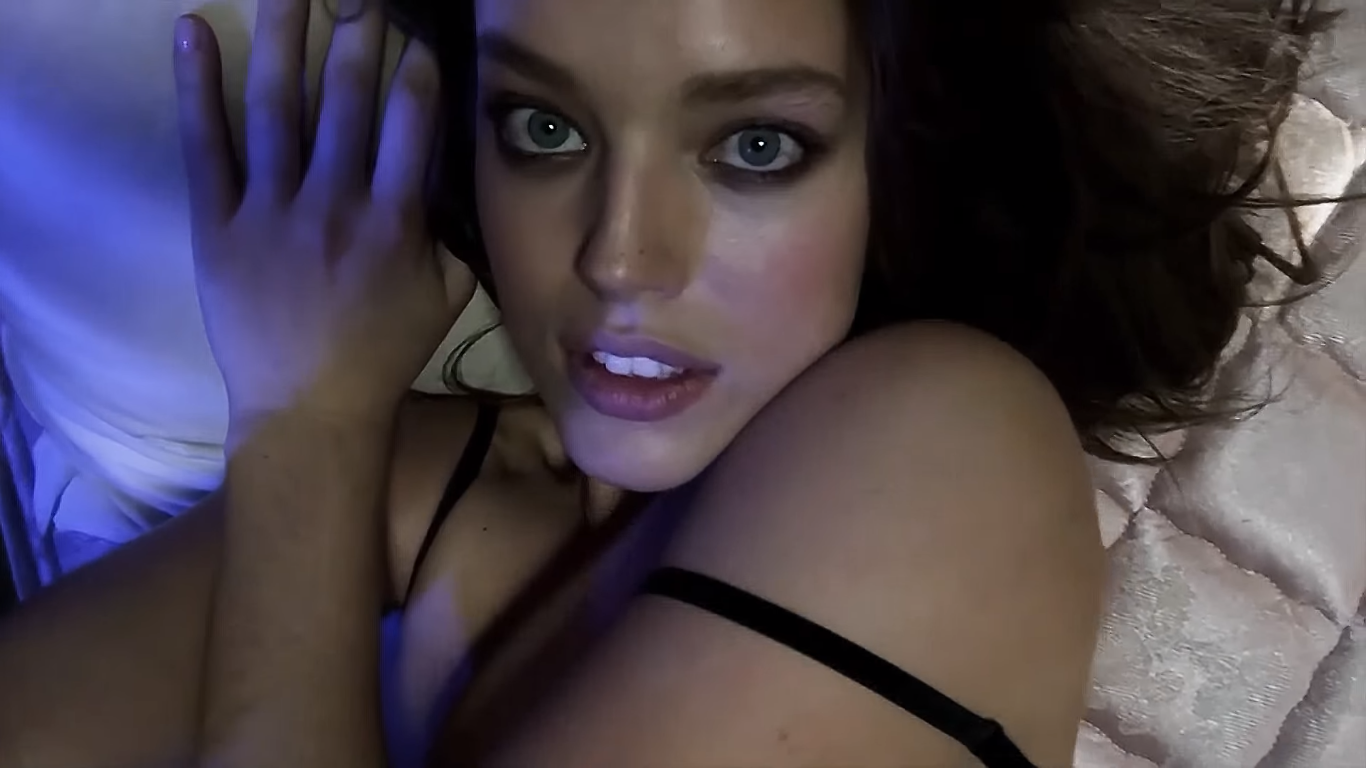
Emily DiDonato pour LOVE Magazine.

En 2014, elle participe à une campagne publicitaire pour la marque Calzedonia.
Elle apparaît dans le calendrier de l'Avent 2014 du site web de Love Magazine.

## Vie privée
Emily DiDonato s’est mariée à l'homme d'affaires Kyle Peterson, le 23 juin 2018. Le 23 novembre 2021, elle donne naissance à une fille.

### Ses couvertures de magazines
- The Block, automne/hiver 2009[5]
- Revue des Modes, mars 2010
- Elle Lebanon, juin 2010[1]
- Numéro France, août 2010
- Marie Claire Espagne, octobre 2010
- Helmet Magazine, printemps/été 2011
- Madame Figaro Belgique, septembre 2011[1]
- Telva Magazine, février 2012[1]
- Black Magazine, octobre 2012
- Elle Germany, novembre 2012
- Grey Magazine, printemps/été 2013
- Jalouse, juillet 2013
- Details (en), septembre 2013
- Interview Germany, septembre 2013
- Intermission Magazine, décembre 2013[1]
- Vogue Turkey, janvier 2014